# Rajpath
Rajpath (hindi: राजपथ; que significa ‘Camino Real’) es el bulevar ceremonial de Nueva Delhi, India, que discurre desde Rashtrapati Bhavan en Raisina Hill hasta el Estadio Nacional, pasando por Vijay Chowk y la Puerta de la India. La avenida está flanqueada a ambos lados por césped, canales y filas de árboles. Se considera una de las calles más importantes de India, y en ella tiene lugar el desfile del Día de la República el 26 de enero de todos los años. Janpath (Camino del Pueblo) cruza la calle. Las calles que parten de Connaught Place, el centro financiero de Nueva Delhi, llegan a Rajpath por el norte.

## Recorrido

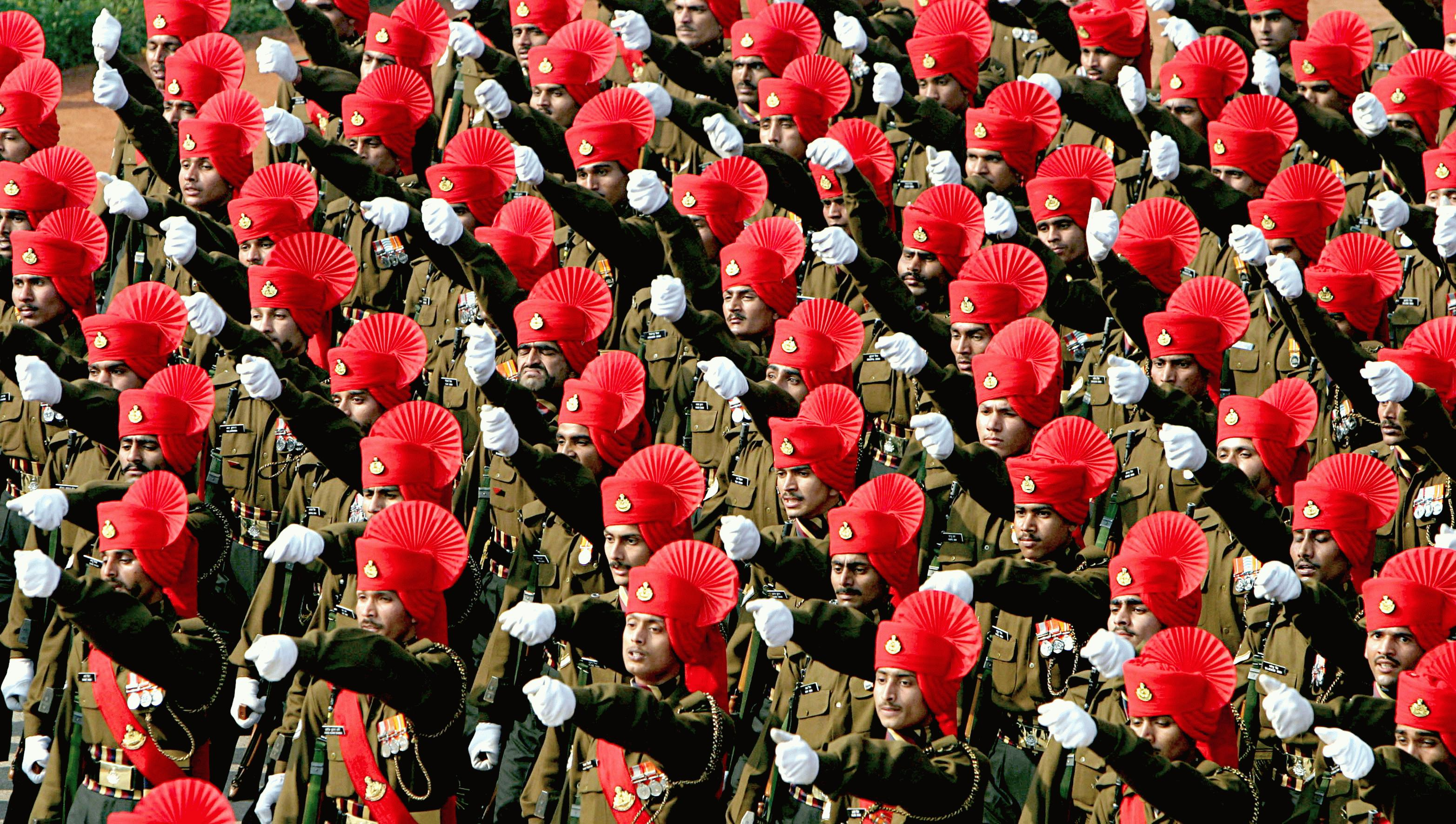
Soldados del Regimiento Rajput desfilando en Rajpath.

Rajpath tiene una dirección este-oeste. Tras subir Raisina Hill, Rajpath está flanqueada por los Edificios Norte y Sur del Secretariat Building. Finalmente, acaba en las puertas de Rashtrapati Bhavan. En Vijay Chowk cruza Sansad Marg, y se puede divisar el Parlamento de India a la derecha si se viene desde la Puerta de la India.
Rajpath es la calle utilizada el 26 de enero de cada año para el desfile del Día de la República de India. Las celebraciones de la Constitución de India consisten en una exhibición de la diversidad cultural de India y su poder militar.
También se usa para las procesiones funerales de importantes líderes políticos del país. La primera escena de la película Gandhi comienza en Rajpath.

## Historia
El plan urbanístico de Nueva Delhi (la zona que rodea Rajpath) fue realizado por el arquitecto británico Edwin Lutyens. Rajpath (entonces llamada King's Way o Kingsway por los británicos) tenía una importancia central en el plan. Lutyens quería una vista panorámica de la ciudad desde el Palacio de los Virreyes. La vista desde Raisina Hill no tiene obstáculos en Rajpah y la Puerta de India, y su único obstáculo es el Estadio Nacional.
La mayoría de los edificios que rodean Rajpath fueron diseñados por Lutyens y Herbert Baker.

## Monumentos

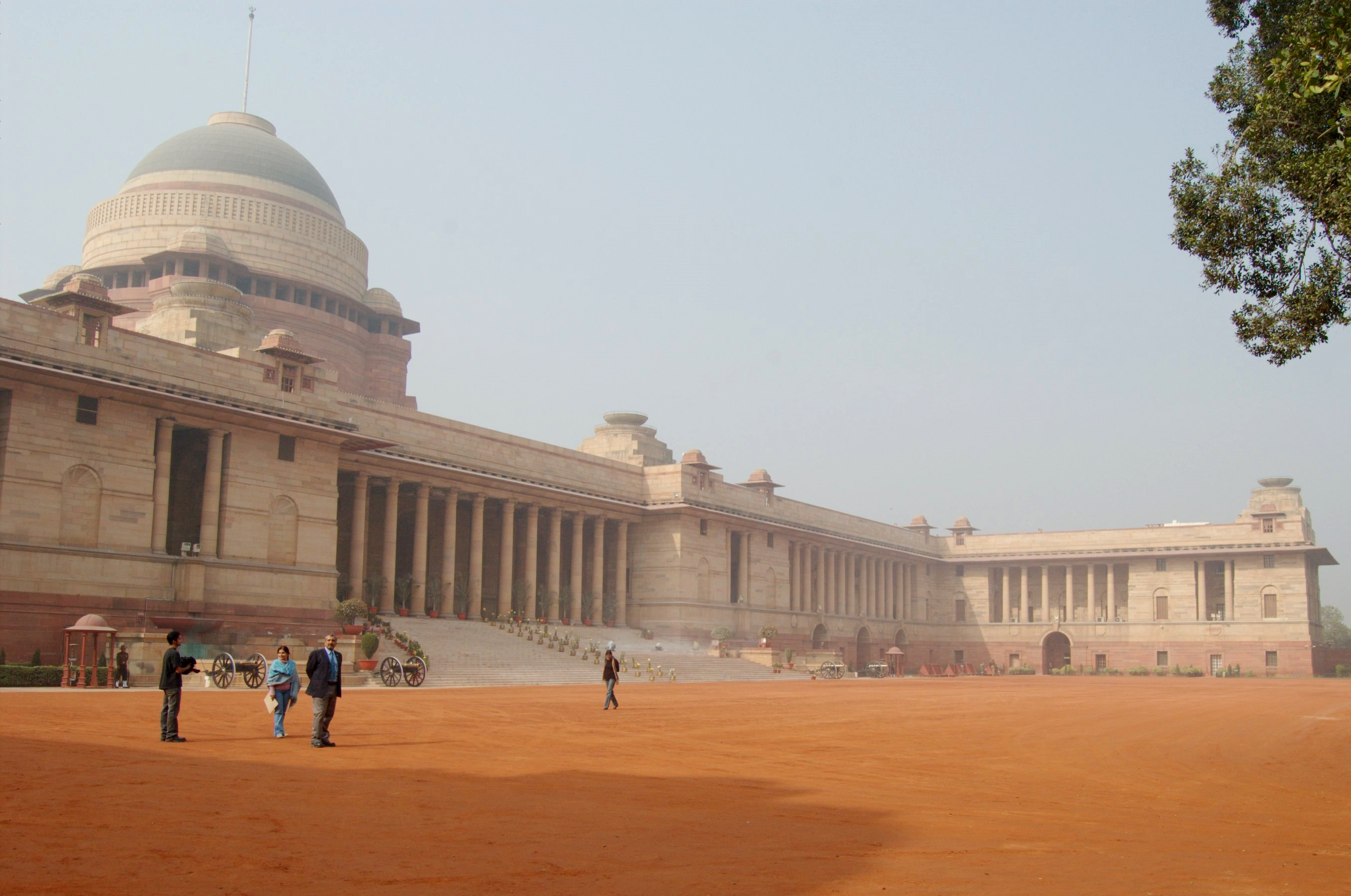
Casa presidencial o Rashtrapati Bhavan.

- Rashtrapati Bhavan, residencia oficial del Presidente de India. Era la residencia de los virreyes hasta que India se independizó del Reino Unido.

- Los Edificios Norte y Sur, también llamados Secretariat Building. El Edificio Norte alberga las oficinas de los ministerios de Finanzas y Vivienda. El Edificio Sur alberga los ministerios de Asuntos Exteriores y Defensa. Otras oficinas importantes, como algunas de los Primeros Ministros, también están en los Secretariat Buildings.

- Vijay Chowk (en hindi Plaza de la Victoria) es una plaza espaciosa en la que tiene lugar la ceremonia Beating Retreat el 29 de enero de cada año, que marca el final de las celebraciones del Día de la República, en el que participan bandas de flautas, tambores y trompetas de varios regimientos del Ejército, con el Presidente de la India como Jefe Invitado.[1]

- La Puerta de la India es el arco a los caídos de India, en honor a quienes murieron en la Primera Guerra Mundial y la segunda guerra anglo-afgana. También es el memorial del soldado desconocido de India.

## Galería de imágenes

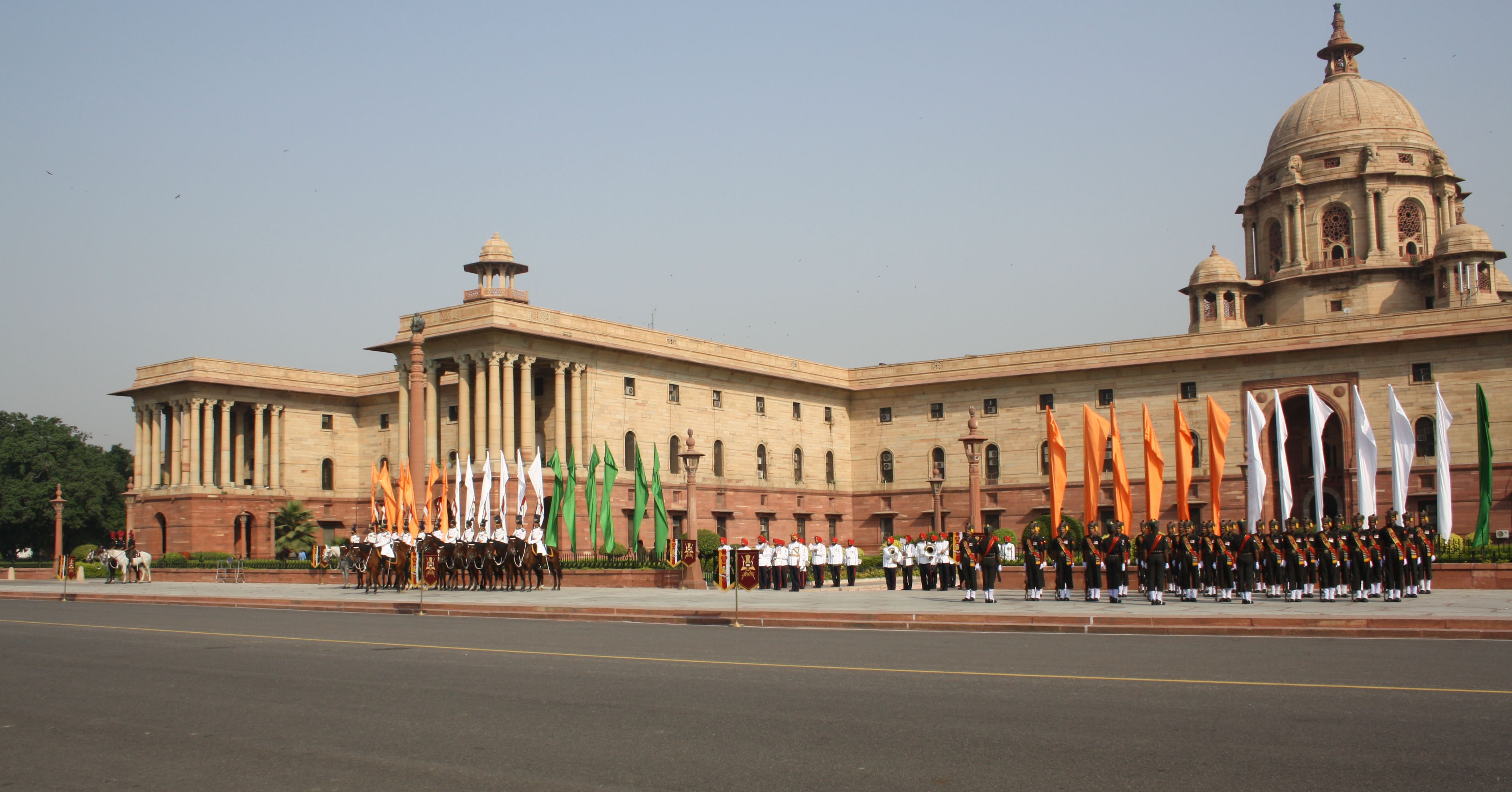
North Block desde Rajpath.
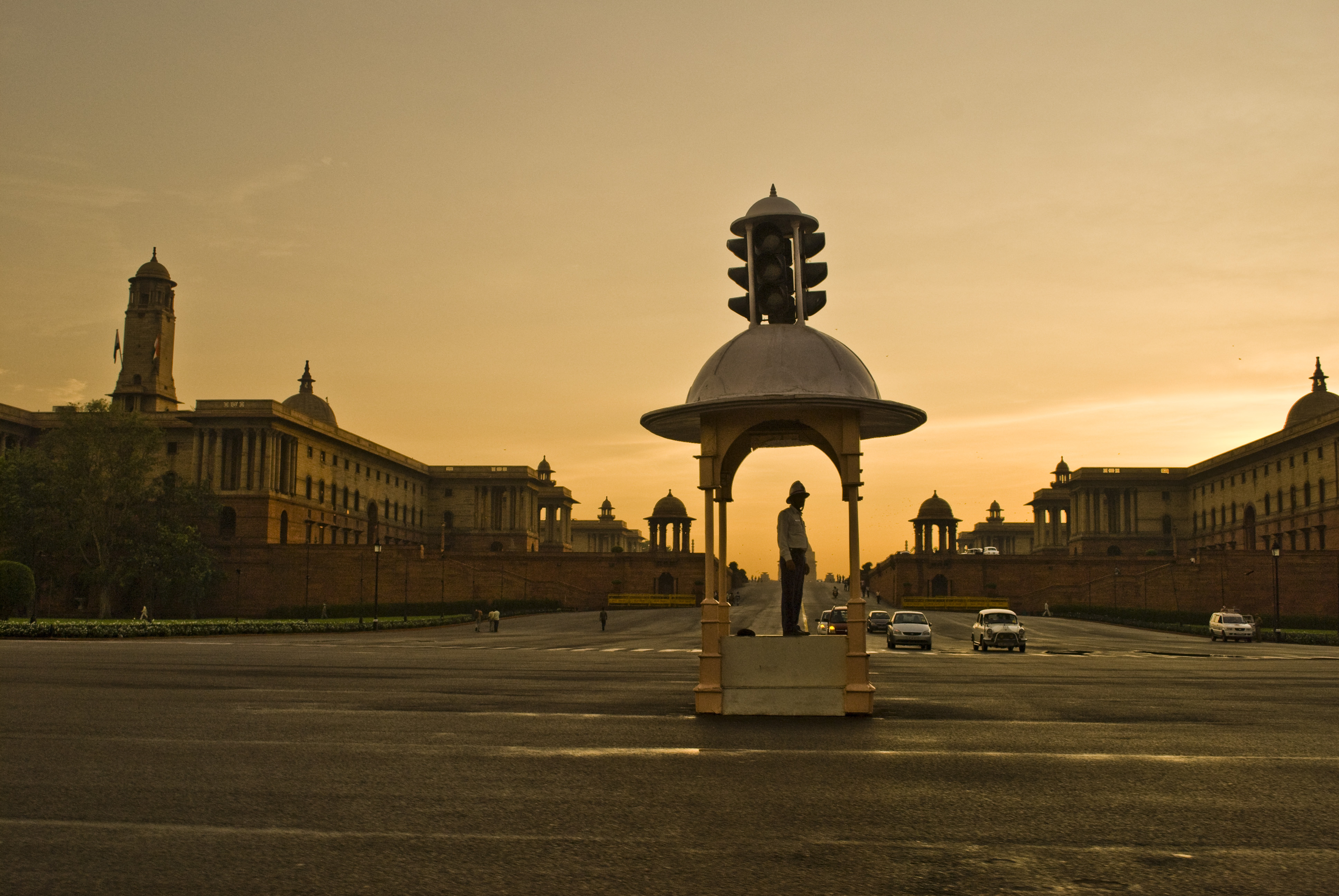
Vijay Chowk (Plaza de la Victoria) en Rajpath, con Secretariat Buildings en el fondo, lugar de la ceremonia de Beat Retreat
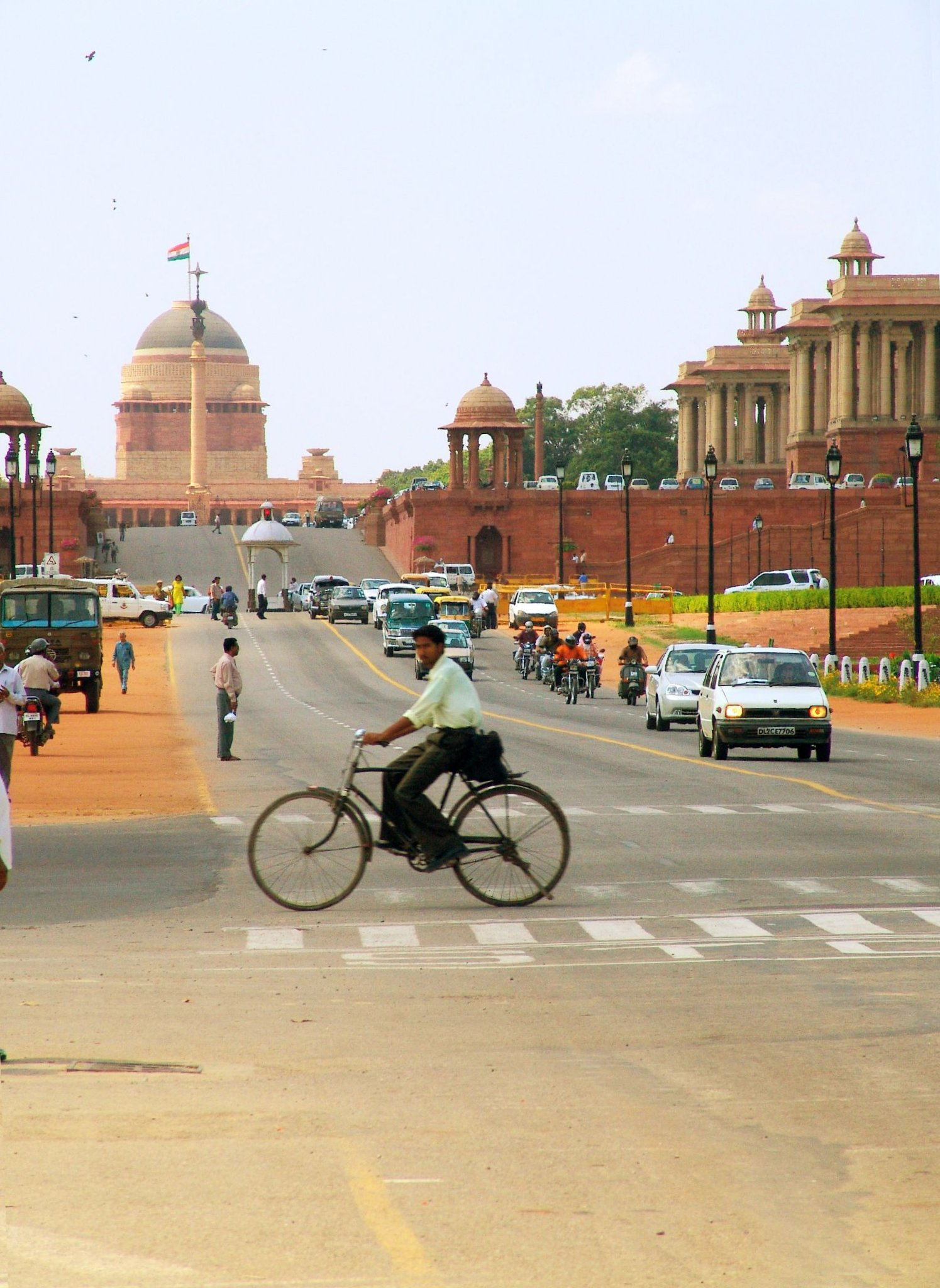
Rajpath con Rastrapati Bhavan en el fondo